# 胡宏 (理学家)
胡宏（1105年—1161年），字仁仲，福建崇安县（今福建省武夷山市）人，南宋理學名家，家住衡山之下，人稱“五峰先生”。

## 生平
胡宏生於徽宗崇寧四年（1105年），從小就跟隨父親胡安國學習程氏理學，思想受孟子、周敦頤、张载、程顥、程頤、謝良佐等人的影響。二十歲入太學，師從楊時，與樊光遠、張九成等理學家有密切往來。胡宏的學生有張栻、韓璜、吳翌、彪居正、孫蒙正、趙孟、趙棠等人，以張栻最為出名。胡宏與父親胡安國共同建立“湖湘學派”，哲學思想受二程的影響，他說“性也者，天地之所以立也”，“非性無物，非氣無形，性、氣之本也”，“大哉性乎，萬理具焉，天地由此而立矣”。胡宏與秦檜是世交，但他隱居衡山，有愛國情操，不與投降派往來。紹興三十一年（1161年）卒。著作有《知言》、《五峰集》、《皇王大紀》。牟宗三逕將胡五峰與劉宗周定性為宋明理學的「第三系」（五峰蕺山系），並且認為是北宋周敦頤、張載、程顥三家的嫡傳。